# Katie Carter
Katie Carter (ur. 10 października 1985 w Victorville) – amerykańska siatkarka, reprezentantka kraju, atakująca. W sezonie 2015/2016 zawiesiła karierę z powodu choroby matki. Od sezonu 2017/2018 występuje we francuskiej drużynie UGSE Nantes VB.

## Kariera
Katie Cartera przygodę z siatkówką rozpoczęła w University of California, Los Angeles, gdzie brała udział w mistrzostwach NCAA w latach 2003–2006. Swoją karierę zawodową rozpoczęła w sezonie 2006/2007 w Liga Superior portoricana gdzie występowała w drużynie Criollas de Caguas, prowadząc swój zespół do finału mistrzostw. W roku 2007/2008 grała w hiszpańskiej superlidze siatkarek w zespole Club Voleibol Aguere.
Po krótkim okresie rozbratu z siatkówką występowała w klubie Jakarta Popsivo, w sezonie 2010/11 grała w tureckim Dicle Üniversitesi, ale klub zakończył sezon na ostatnim miejscu i spadł do niższej ligi. W kolejnym sezonie była zawodniczką azerskiej drużyny VK Baku, z którym zdobyła brązowy medal mistrzostw Azerbejdżanu i była finalistą Challenge Cup.
W sezonie 2012/13 grała w lidze szwajcarskiej gdzie reprezentowała barwy Voléro Zurych, ale szybko opuściła klub i przeniosła się do koreańskiego zespołu Daejeon KGC. W sezonie 2013/14 reprezentowała barwy zespołu VK Prostějov.

## Sukcesy klubowe
Mistrzostwo Portoryko:
- 2007

Mistrzostwo Indonezji:
- 2010

Puchar Challenge:
- 2012

Mistrzostwo Azerbejdżanu:
- 2012

Puchar Czech:
- 2014

Mistrzostwo Czech:
- 2014

Mistrzostwo Polski:
- 2015